# Saint-Éliph
Saint-Éliph – miejscowość i gmina we Francji, w Regionie Centralnym, w departamencie Eure-et-Loir.
Według danych na rok 1990 gminę zamieszkiwało 738 osób, a gęstość zaludnienia wynosiła 31 osób/km² (wśród 1842 gmin Regionu Centralnego Saint-Éliph plasuje się na 525. miejscu pod względem liczby ludności, natomiast pod względem powierzchni na miejscu 533.).